# Horvath Island
Horvath Island ist eine kleine Insel westlich der Loubet-Küste des Grahamlands auf der Antarktischen Halbinsel. Im Archipel der Biscoe-Inseln liegt sie nördlich der Watkins-Insel im Lewis Sound.
Kartiert wurde die Insel anhand von Luftaufnahmen der Falkland Islands and Dependencies Aerial Survey Expedition (1956–1957). Das UK Antarctic Place-Names Committee benannte sie 1960 nach dem US-amerikanischen Mediziner Stephen Michael Horvath (1911–2007), der sich mit der peripheren Zirkulation im Menschen unter extremen klimatischen Bedingungen beschäftigte.